# Geraldine Ferraro

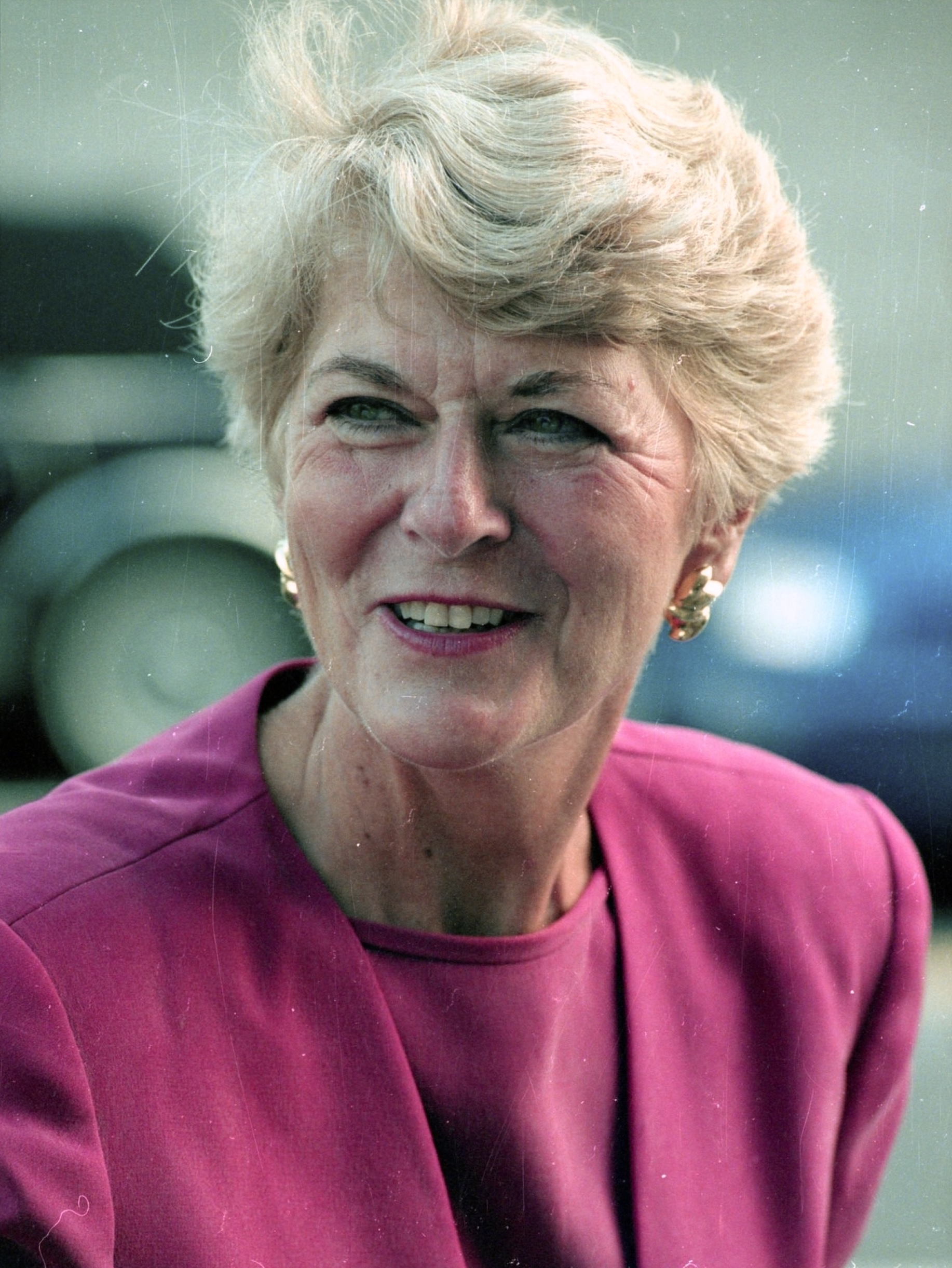
Geraldine Ferraro năm 1998

Geraldine Ferraro (26 tháng 8 năm 1935 – 26 tháng 3 năm 2011) là một luật sư, chính trị gia và đảng viên Đảng Dân chủ Hoa Kỳ, là hạ nghị sĩ Hạ viện Hoa Kỳ. Bà là phụ nữ đầu tiên ứng cử viên Phó tổng thống đại diện cho một đảng chính trị lớn của Mỹ.

## Tiểu sử
Ferraro lớn lên ở Thành phố New York và trở thành một giáo viên và luật sư. Bà tham gia Văn phòng luật sư quận Queens năm 1974, nơi bà đứng đầu Văn phòng nạn nhân đặc biệt mới chuyên về xử lý các vụ tội phạm tình dục, lạm dụng trẻ em, và bạo lực trong nước. Bà được bầu vào Nghị viện năm 1978, nơi bà đã thăng tiến nhanh chóng khi khi tập trung vào công tác lập pháp để mang lại công bằng cho phụ nữ trong các lĩnh vực tiền lương, trợ cấp hưu trí, và các kế hoạch hưu trí. Năm 1984, cựu Phó Tổng thống và ứng cử viên tổng thống Walter Mondale đã chọn bà là đối tác chạy đua tranh cử cuộc bầu cử tổng thống sau đó. Như vậy, bà đã trở thành người Mỹ gốc Ý duy nhất trở thành một ứng viên quốc gia cho một đảng lớn cũng như là người phụ nữ đầu tiên làm ứng viên phó tổng thống Hoa Kỳ. Phiếu ủng hộ cho Mondale-Ferraro đã giảm đi khi bị chất vấn liên quan đến vấn đề tài chính của bà và chồng bà. Trong cuộc tổng tuyển cử, Mondale và Ferraro đã bị đánh bại trong một chiến thắng vang dội của đương kim Tổng thống Ronald Reagan và Phó Tổng thống George H.W. Bush.
Ferraro chạy đua giành một ghế đại diện cho tiểu bang New York ở Thượng viện Hoa Kỳ vào năm 1992 và 1998, cả hai lần bà đều bắt đầu là người có triển vọng thành công cho đề cử của đảng mình trước khi thua trong cuộc bầu cử chính. Bà là Đại sứ Hoa Kỳ tại Ủy ban Nhân quyền Liên Hợp Quốc Ủy ban Nhân quyền từ năm 1993 cho đến năm 1996, trong chính quyền tổng thống Bill Clinton. Bà cũng tiếp tục công việc tác giả, nhà báo, và doanh nhân, và phục vụ trong chiến dịch tranh cử năm 2008 của Thượng nghị sĩ Hillary Rodham Clinton. Ferraro qua đời vào ngày 26 tháng 3 năm 2011 do bị đa u tuỷ, 12 năm sau khi bị chẩn đoán có bệnh.